# Henry O'Brien
Henry Vincent O'Brien Jr., född den 5 april 1910 i San Jose, Kalifornien, död den 18 april 1973 i Santa Clara County, var en amerikansk tävlingscyklist, som representerade USA vid Olympiska spelen 1928 i Amsterdam och 1932 i Los Angeles, där han deltog i landsvägsloppen både individuellt (58:e respektive 11:e plats) och i lag (15:e respektive 6:e plats). Därefter blev han professionell och körde sexdagarslopp, av vilka han vann fyra under karriären (det första i Los Angeles bara några månader efter att han deltog i OS där!).

## Meriter
| 1932/1933 Vinnare av Los Angeles sexdagars (nov.) med Louis Berti 1933/1934 2:a i San Franciscos sexdagars med Cecil Yates 1934/1935 Vinnare av San Franciscos sexdagars (maj) med Jackie Sheehan 2:a i San Franciscos sexdagars (mar.) med Bobbie Echeverria 2:a i Los Angeles sexdagars (mar.) med Piet van Kempen 2:a i Pittsburghs sexdagars (apr.) med Jack McCoy och James Corcoran 3:a i Vancouvers sexdagars (okt.) med Jack McCoy 1935/1936 Vinnare av San Franciscos sexdagars (jan.) med Cecil Yates 2:a i Oaklands sexdagars med Bobbie Echeverria 3:a i Montréals sexdagars (apr.) med Jackie Sheehan 1936/1937 2:a i Saint Louis sexdagars (feb.) med Jackie Sheehan 2:a i Louisvilles sexdagars (apr.) med Jackie Sheehan 2:a i Philadelphias sexdagars (apr./maj) med Harold Nauwens 3:a i Buffalos sexdagars (feb.) med Russell Allen 3:a i Indianapolis sexdagars (feb.) med Jackie Sheehan | 1937/1938 3:a i Clevelands sexdagars (jan.) med Fred Ottevaire 3:a i San Franciscos sexdagars (feb.) med Russell Allen 3:a i Buffalos sexdagars (mar./apr.) med Tino Reboli 1938/1939 2:a i San Franciscos sexdagars (mar.) med Tino Reboli 2:a i Buffalos sexdagars (mar./apr.) med Heinz Vopel 3:a i Clevelands sexdagars (feb.) med Cecil Yates 3:a i Milwaukees sexdagars (feb./mar.) med Fred Ottevaire 1939/1940 Vinnare av Columbus sexdagars (mar.) med Gustav Kilian 3:a i Chicagos sexdagars med Jules Audy 3:a i Buffalos sexdagars (mar.) med Gustav Kilian 3:a i Clevelands sexdagars (apr.) med Albert Crossley |